# 幻創遊記
幻創遊記（げんそうゆうき、中国名：幻灵游侠）は、ネットドラゴンウェブソフトが開発した中国産オンラインゲームの第一号で、架空の中国大陸を舞台としたMMORPG。
劉徳建の指揮のもとに開発され2002年3月に中国での運用を開始。
日本版は2002年12月から釧路市出身技術者の協力で開発され、βテストも最初は釧路市民に限定して実施された。広告はサイバーエージェントが担当した。日本でのサービスは2008年3月9日をもって終了した。

## 外部サイト
- 幻創遊記 公式ホームページ - ウェイバックマシン（2008年4月14日アーカイブ分）